# Björn Rombach
Björn Rombach, född 10 maj 1955, är professor emeritus i förvaltningsekonomi vid Göteborgs universitet.
Rombach har bedrivit en rad forskningsprojekt om utvärdering, ekonomistyrning, kvalitetsförbättring, organisation och ledarskapsfrågor inom offentlig förvaltning.